# Park Chae-sam
Park Chae-sam (* 10. April 1933 in Tokio, Japan; † 8. Juni 1997 in Seoul, Südkorea) war ein südkoreanischer Lyriker.

## Leben
Park Chae-sam wurde am 10. April 1933 in Tokio, Japan geboren. Er wuchs in Sach'ŏn, Kyŏngsangnam-do auf und studierte an der Fakultät für koreanische Literatur der Korea University (고려대학교), ohne dort jedoch einen Abschluss zu machen. Er arbeitete für das Literatur-Journal Moderne Literatur (현대문학), die Zeitung Taehan Ilbo (대한일보) und den Samsung Verlag (삼성출판사). Sein erstes Gedicht Im Wasser des Flusses (강물에서) veröffentlichte er 1953 in der Zeitschrift Literatur und Kunst (문예). Sein Gedicht Stille (정적) wurde 1955 in der Zeitschrift Moderne Literatur veröffentlicht, genauso wie sein Sijo Vorsehung (섭리). Seine erste eigenständige Gedichtsammlung Ch'unhyangs Gemüt (춘향이 마음) wurde 1962 veröffentlicht und Park blieb auch nach seinem Debüt ein überaus produktiver Autor. 
Im Gegensatz zu dem eher realistischen und modernen Trend der 1950er Jahre brachte Park über das Medium der traditionellen koreanischen Lyrik die ewige und zarte Schönheit der Natur und die versteckte Erhabenheit eines bescheidenen Alltagslebens zum Ausdruck. Jedoch war seine Lyrik nicht nur eine bloße Nachstellung der alten Schule der natürlichen Empfindsamkeit, denn obwohl er die klassischen Techniken von Empfindsamkeit und Sensibilität verwendete, war es ihm möglich die Unbeständigkeit des Menschen mithilfe der Ewigkeit und Schönheit der Natur zu überwinden. Pathos und Nihilismus des Alltagsmenschen baute er als fundamentalen Teil der Entwicklung der menschlichen Natur in seine Lyrik ein, anstatt diese als geringschätzig zu betrachten oder gar abzulehnen. Seine Lyrik erklärt, dass die Mühen des Lebens nicht kompatibel sind mit dessen Schönheit oder Wert. Er war der erste redaktionelle Ausschuss der alle zwei Monate erscheinenden Zeitschrift "Hankyoreh Literature", die 1993 ins Leben gerufen wurde.

## Arbeiten

### Koreanisch

#### Gedichtsammlungen
- 춘향이 마음 Ch'unhyangs Gemüt (1962)
- 햇빛 속에서 Im Sonnenlicht (1970)
- 천년의 바람 Tausendjähriger Wind (1975)
- 어린것들 옆에서 Neben den Kleinen (1976)
- 뜨거운 달 Heißer Monat (1979)
- 비 듣는 가을나무 Der Herbstbaum, der den Regen hört (1981)
- 추억에서 In Erinnerung (1983)
- 대관령 근처 In der Nähe des Taegwallyŏng (1985)
- 찬란한 미지수 Glorreiche unbekannte Größe (1986)
- 해와 달의 궤적 Die Bahn von Sonne und Mond (1990)
- 꽃은 푸른 빛을 피하고 Blumen weichen grünem Licht aus (1991)
- 박재삼 시 전작선집 Park Chae-sam Gedichtsammlung (1994)

#### Essaysammlungen
- 슬퍼서 아름다운 이야기 Eine Geschichte die schön ist, weil sie traurig ist (1977)
- 빛과 소리의 풀밭 Eine Wiese voller Licht und Töne (1978)
- 노래는 참말입니다 Lieder sagen die Wahrheit (1980)
- 샛길의 유혹 Die Verlockung des Schleichweges (1982)
- 아름다운 현재의 다른 이름 Der andere Name der schönen Gegenwart (1994)

## Auszeichnungen
- 1987 – 제2회 평화문학상 (Friedensliteraturpreis)
- 1986 – 중앙시조대상 (Zentraler Sijo-Preis)
- 1983 – 한국문학작가상 (Koreanischer Autorenpreis für Literatur)
- 1982 – 노산문학상 (Nosan Literaturpreis)
- 1977 – 한국시인협회상 (Preis der koreanischen Dichtervereinigung)
- 1957 – 현대문학 신인상 (Literaturpreis für Nachwuchsautoren)

Quelle: